# Lakkamuthenahalli, Davanagere
Lakkamuthenahalli là một làng thuộc tehsil Davanagere, huyện Davanagere, bang Karnataka, Ấn Độ.